# روجيه تمرز
روجيه تمرز ( الأنجليزية: Roger Tamraz) هو مصرفي عالمي ومستثمر أمريكي من أصل أشوري وسوري، كان له مهنة تجارية نشطة في مجال النفط والغاز في الشرق الأوسط، أوروبا، آسيا والولايات المتحدة منذ أوائل الستينيات.

## النشأة والتعليم
ولد روجيه تمرز عام 1940 في القاهرة، مصر، أبوه إدوارد تمرز وهو مواطن لبناني ولد لعائلة أشورية تعود بأصولها إلى شرق سوريا في منطقة الجزيرة، والدته هي مارجريت ديوب وهي سوريّة. نشأ تمرز وهو يتحدث الإنجليزية والفرنسية والعربية بطلاقة. كان تعليمه المبكر في المدرسة الإنجليزية المرموقة في القاهرة. حيث كان من بين زملائه العديد من قادة المستقبل في الحكومات والشركات الغربية والدولية.

## الحياة الشخصية
عمل تمرز لسنوات عديدة كعضو في مجلس اُمناء الجامعة الأمريكية بالقاهرة، حيث قدم عددًا من المنح الدراسية المسماة للطلاب المصريين الواعدين بشكل استثنائي. أصبح مواطنًا أمريكيًا في عام 1989.

## لبنان: إنترا بنك وبنك المشرق
كان أول مشروع تجاري بارز لتمرز في عام 1967، عندما كان مديرًا تنفيذيًا لبنك وول ستريت الاستثماري (Kidder,Peabody & Co) نجح في إعادة تعويم بنك لبناني كبير يسمى بنك إنترا، والذي أصبح معسراً في عام 1966. أوقف البنك المدفوعات في 14 أكتوبر 1966. أدى انهيار البنك إلى توقف الاقتصاد اللبناني مما أدى إلى صدمة في جميع أنحاء الشرق الأوسط. إستحوذ بنك إنترا على 15٪ من إجمالي الودائع المصرفية و 38٪ من جميع الودائع لدى البنوك المملوكة للبنان. كانت تمتلك تسعة بنوك أخرى، وتسيطر على 35 شركة، وتوظف 43 ألف شخص وقت انهيارها.
أعقب الانهيار إعادة هيكلته، بموجب خطة عُرفت باسم «خطة كيدر بيبودي»، التي صممها تمرز (الذي شغل لسنوات منصب رئيس مجلس الإدارة والرئيس التنفيذي)، والتذي بموجبها كانت التزامات الودائع لبنك إنترا القديم تم استبدالها بأسهم في شركة جديدة تسمى Intra Investment Company، إحدى كبرى شركات استثمار الثروة السيادية في الشرق الأوسط.كان المساهمون الرئيسيون في IIC هم الحكومة اللبنانية، إلى جانب حكومات الكويت وقطر والولايات المتحدة، وجميعهم كانوا من كبار المودعين في البنك السابق. ظلت IIC مساهماً رئيسياً في المؤسسات الرئيسية مثل طيران الشرق الأوسط (كان تمرز نائب رئيس مجلس إدارة شركة الطيران لعدد من السنوات، مع مسؤولية خاصة عن الشؤون المالية والعلاقات المصرفية ومشتريات الطائرات) وكازينو لبنان وبنك المشرق. التي نفذت العمليات المصرفية المتبقية. واصلت كيدر بيبودي تقديم المشورة لمجلس إدارة IIC حتى عام 1973 بموجب عقد استشاري، وفي ذلك الوقت توقفت العلاقة.

## SUMED ، بنك الكومنولث، تامويل، موريس، باكو جيهان
بعد ترك إنترا بنك في أوائل السبعينيات، واصل تمرز أنشطته المصرفية الاستثمارية، حيث تعامل مع معظم الشركات الكبرى والحكومات في المنطقة. منحته خلفيته المبكرة قدرة غير عادية على التواصل بين الشرق والغرب، في حين أن خلفيته التعليمية وطلاقته في اللغة العربية سرعان ما جعلته مصرفيًا ومستشارًا موثوقًا به في جميع أنحاء الشرق الأوسط.
من خلال العمل مع حكومة الكويت، على سبيل المثال، أعاد تنظيم شركة Gulf Fisheries، وهي شركة تضم أكثر من 200 سفينة صيد عابرة للمحيطات في جميع أنحاء العالم، تشرف عليها الحكومة الكويتية وتسعرها. في الوقت نفسه، عمل أيضًا مع شركة مصر للطيران والحكومة المصرية لإعادة تجهيز أسطول الشركة بطائرة ركاب جديدة من طراز بوينج.
اكتسب تمرز ملكية Chantier naval de La Ciotat وهي ثاني أكبر حوض لبناء السفن في فرنسا، في أوائل السبعينيات. كانت هذه الشركة من أوائل الشركات الرائدة في بناء سفن الغاز الطبيعي المسال لنقل الغاز الطبيعي عبر المحيطات، وتخصصت أيضًا في الغواصات وقوارب الدوريات وغيرها من المنصات العسكرية. بالإضافة إلى ذلك، شيدت الساحة ناقلات النفط الخام الكبيرة جدًا (VLCC5) وسفن البضائع السائبة التقليدية للصناعة البحرية المدنية.
في سبعينيات القرن الماضي، قام تمرز بتصميم وتمويل وبناء خط الأنابيب المعروف بطول 200 ميل (320 كـم) وهو خط أنابيب سوميد في مصر، ويعتبر «أحد أعظم الأعمال الهندسية في العالم»، وهو خط أنابيب مصمم ليعمل بالتوازي مع قناة السويس، والذي تم إغلاقه منذ الحرب العربية الإسرائيلية عام 1967. ولكن باستخدام شركة بكتل كمقاول رئيسي، تم افتتاح خط الأنابيب، الذي يتكون من خطين متوازيين مقاس 42 بوصة، في عام 1978 بسعة 1.6 مليون برميل لكل يوم (250,000 م3/ي). أدى الانتهاء من محطة ضخ إضافية في عام 1994 إلى زيادة قدرتها إلى 2.5 مليون برميل لكل يوم (400,000 م3/ي) .
بالتزامن مع مشروع سوميد، قامت تمرز بتأسيس وتمويل أكبر مصنع كيميائي للميثانول في العالم في الجبيل بالمملكة العربية السعودية بالشراكة مع شركة إيتوتشو اليابانية وشركة ميتسوبيشي للصناعات الثقيلة. استمر تمرز في وقت لاحق كمستشار للإدارة العليا في Itochu ، وخاصة في إستراتيجية الطاقة في الشرق الأوسط.
في عام 1976، انتقل تمرز إلى الأسواق المالية بالولايات المتحدة من خلال استحواذه على بنك الكومنولث، وهو بنك يقع مقره في ميشيغان وله 50 فرعًا. قام بتعزيز البنك وتوسيعه حتى عام 1983، عندما تم دمجه مع الشركة المالية Comerica Inc. وهي الآن واحدة من أكبر الشركات القابضة للبنوك الأمريكية في المنطقة. جعل الاندماج شركة Tamraz أكبر مساهم منفرد في Comerica في ذلك الوقت، قبل بيعها لتمويل عملية استحواذ شركة Tamoil . تبلغ قيمة أصول Comerica حاليًا 64 مليار دولار أمريكي وقيمة سوقية تبلغ 5.6 مليار دولار أمريكي.
بحلول أوائل الثمانينيات من القرن الماضي، أصبح تمرز المالك بنسبة 100٪ لمجموعة فنادق موريس في باريس، والتي كانت تمتلك فندق موريس (فندق موريس، وبرنس دي جالس ، وفنادق جراند، بالإضافة إلى مقهى دي لا بيه الشهير. في ذلك الوقت، كانت 1000 غرفة في هذه الفنادق الثلاثة تشكل 25٪ من جميع غرف الفنادق الفاخرة في باريس. تم بيع العقارات لشركة Grand Metropolitan Hotel of London في منتصف الثمانينيات.
خلال الثمانينيات أيضًا، أسس تمرز شركة تامويل الأوروبية من خلال شراء ودمج جميع الأصول الإيطالية لشركة أموكو (شركة ستاندرد أويل أوف إنديانا) وشركة تكساكو (1000 محطة خدمة لكل منهما). قبل البيع، قام بتوسيع الشركة إلى 3000 محطة خدمة وثلاث مصافي ونظام توزيع واسع لخطوط الأنابيب وقدرة تكرير تبلغ 250,000 برميل (40,000 م3) زيت يوميا. تبلغ مبيعات تامويل اليوم 20 مليار دولار أمريكي وقيمة سوقية تبلغ 6.3 مليار دولار أمريكي.
في أوائل التسعينيات، بعد أن خفف الاتحاد السوفيتي قبضته على آسيا الوسطى، كان تمرز هو المنشئ 1,100 ميل (1,800 كـم) باكو - جيهان (خط أنابيب باكو - تبيليسي - جيهان) يعتبر «أحد أكبر المساعي الهندسية»، مشروع خط أنابيب النفط، لنقل 1 مليون برميل لكل يوم (160,000 م3/ي) من نفط بحر قزوين إلى البحر الأبيض المتوسط وبالتالي إلى الأسواق العالمية. تمكن تمرز من الحصول على دعم لخط الأنابيب المقترح من الرئيس التركماني نيازوف، والرئيس الأذربيجاني حيدر علييف، ورئيس الوزراء التركي، تانسو تشيلر، وشركة بوتاس التركية. تفاوضت شركات تامراز على اتفاقية عبور خط الأنابيب الأصلية مع حكومة تركيا ووقعت عليها. كانت هذه الاتفاقية ضرورية لنجاح المشروع، الذي أكملته شركة BP في النهاية بعد شرائها لشركة Amoco ، والتي كانت Tamraz تتعاون معها في منطقة آسيا الوسطى. خلال هذه الفترة، استحوذت تامراز على مناصب ملكية في المربعين الأول والثاني في تركمانستان وهما من أهم العقارات المنتجة للنفط والغاز في ذلك البلد. هذه الحقول لديها احتياطيات من 13 تريليون قدم مكعب (370 كـم3) من الغاز و 700 مليون برميل (110,000,000 م3) من النفط، مع 1400 بئر عاملة، وتنتج حاليًا ملياري قدم مكعب يوميًا من الغاز الطبيعي.

## وصلات خارجية
- شركة NETOIL Inc. الموقع الرسمي لمجموعة الشركات
- موقع شركة تامويل الرسمي
- شركة ستراتيفك تعيّن روجر تمراز في مجلس الإدارة
- الموقع الرسمي لشركة STRATEVIC